# آخرة
الآخرة هي مصطلح إسلامي يشير إلى الحياة ما بعد الموت. ورد ذكر الآخرة مِرارًا وتكرارًا في آيات القرآن التي تتحدث عن يوم القيامة. تُعَد الآخرة جزءَ مهمًا من علم الأخرويات الإسلامي، وركنًا من أركان الإيمان الستة في الإسلام التي تضم أيضًا: الإيمان بالله، والإيمان بالملائكة، والإيمان بالكتب السماوية (صحف إبراهيم، والزبور، والتوراة، والإنجيل، والقرآن)، والإيمان بالأنبياء والرسل، والإيمان بالقضاء، وبالقدر خيره.
يقول الله: ﴿لَيْسَ الْبِرَّ أَنْ تُوَلُّوا وُجُوهَكُمْ قِبَلَ الْمَشْرِقِ وَالْمَغْرِبِ وَلَكِنَّ الْبِرَّ مَنْ آمَنَ بِاللَّهِ وَالْيَوْمِ الْآخِرِ وَالْمَلَائِكَةِ وَالْكِتَابِ وَالنَّبِيِّينَ وَآتَى الْمَالَ عَلَى حُبِّهِ ذَوِي الْقُرْبَى وَالْيَتَامَى وَالْمَسَاكِينَ وَابْنَ السَّبِيلِ وَالسَّائِلِينَ وَفِي الرِّقَابِ وَأَقَامَ الصَّلَاةَ وَآتَى الزَّكَاةَ وَالْمُوفُونَ بِعَهْدِهِمْ إِذَا عَاهَدُوا وَالصَّابِرِينَ فِي الْبَأْسَاءِ وَالضَّرَّاءِ وَحِينَ الْبَأْسِ أُولَئِكَ الَّذِينَ صَدَقُوا وَأُولَئِكَ هُمُ الْمُتَّقُونَ ۝١٧٧﴾ [البقرة:177].
روى مسلم في كتابه صحيح مسلم قال: عن عمر بن الخطاب رضي الله عنه قال: «بينما نحن جالسون عند رسول الله صلى الله عليه وسلم، إذ طلع علينا رجل شديد بياض الثياب، شديد سواد الشعر، لا يرى عليه أثر السفر، ولا يعرفه منا أحد، حتى جلس إلى النبي صلى الله عليه وسلم فأسند ركبته إلى ركبتيه، ووضع كفيه على فخذيه، وقال: يا محمد أخبرني عن الإسلام، فقال له: الإسلام أن تشهد أن لا إله إلا الله وأن محمدا رسول الله، وتقيم الصلاة وتؤتي الزكاة، وتصوم رمضان، وتحج البيت إن استطعت إليه سبيلا، قال: صدقت، فعجبنا له يسأله ويصدقه، قال: أخبرني عن الإيمان، قال: أن تؤمن بالله وملائكته وكتبه ورسله واليوم الآخر، وتؤمن بالقدر خيره وشره، قال: صدقت، قال: فأخبرني عن الإحسان، قال : أن تعبد الله كأنك تراه، فإن لم تكن تراه فإنه يراك، قال: فأخبرني عن الساعة، قال: ما المسؤول بأعلم من السائل، قال: فأخبرني عن أماراتها، قال: أن تلد الأمة ربتها، وأن ترى الحفاة العراة العالة رعاء الشاء، يتطاولون في البنيان. ثم انطلق فلبث مليًا، ثم قال: يا عمر، أتدري من السائل، قلت: الله ورسوله أعلم، قال: فإنه جبريل أتاكم يعلمكم دينكم».
وفقًا للمعتقدات الإسلامية، يؤدي الله دور القاضي، أي الديان الذي يحاسب ويجازي الناس على أعمالهم يوم القيامة. يَنْصِبُ الله الميزان، ويزن أعمال كل إنسان عن طريق وضع حسناته في كفة وسيئاته في أخرى، ثم يقرر آخرته إن كانت  في الجنة أو النار. من رجحت حسناته دخل الجنة، وَمن رجحت سيئاته دخل النار. لا يعتمد الحكم على مقدار الأعمال، وإنما على النية من فعلها.
﴿وَالْوَزْنُ يَوْمَئِذٍ الْحَقُّ فَمَنْ ثَقُلَتْ مَوَازِينُهُ فَأُولَئِكَ هُمُ الْمُفْلِحُونَ ۝٨ وَمَنْ خَفَّتْ مَوَازِينُهُ فَأُولَئِكَ الَّذِينَ خَسِرُوا أَنْفُسَهُمْ بِمَا كَانُوا بِآيَاتِنَا يَظْلِمُونَ ۝٩﴾ [الأعراف:8–9].
روى سلمان رضي الله عنه، عن النبي صلى الله عليه وسلم أنه قال: «يوضع الميزان يوم القيامة, فلو وزن فيه السماوات والأرض لوسعهن، فتقول الملائكة: يا رب لمن يزن هذا؟ فيقول: لمن شئت من خلقي فتقول الملائكة: سبحانك ما عبدناك حق عبادتك».
ليس الموت في الإسلام نهاية الحياة، وإنما انتقال من الحياة الدنيا إلى الآخرة، أو كما يصفها البعض: انتقال من دار الفناء إلى دار البقاء. تبدأ روح الإنسان حياتها في البرزخ ( الحياة بين الحياة الدنيا والآخرة) لحظة خروجها من الجسد. يختلف برزخ كل إنسان حسب أعماله في الدنيا: المؤمن ينعم، والكافر يشقى.
﴿وَمَا هَذِهِ الْحَيَاةُ الدُّنْيَا إِلَّا لَهْوٌ وَلَعِبٌ وَإِنَّ الدَّارَ الْآخِرَةَ لَهِيَ الْحَيَوَانُ لَوْ كَانُوا يَعْلَمُونَ ۝٦٤﴾ [العنكبوت:64].

## الحساب
بحسب المعتقد الإسلامي يوم القيامة أو اليوم الآخر أو يوم الحساب، هو نهاية العالم والحياة الدنيا ويشترك الإسلام في هذا الاعتقاد مع الديانات الإبراهيمية الأخرى مثل اليهودية والمسيحية، وهو موعد الحُكم والحساب الأخير للبشر عند الله، وبحسب المعتقد الإسلامي فإن أحداثه تشمل إنهاء حياة كل البشر والمخلوقات، ثم يُبعث ويقوم البشر من موتهم ويُنشرون من قبورهم ثم يُعرضون للحساب الآلهي، ويقوم الله عز وجل عندها بجزاء المؤمنين الموحدين بالجنة والكفار والمشركين بالنار، ويسمى بيوم القيامة لقيام الأموات فيه من موتهم، أي بعثهم وذلك لحسابهم وجزائهم. ويؤمن المسلمون أيضا أن يوم القيامة له علامات تسبق حدوثه وتسمى بأشراط الساعة أو علامات يوم القيامة وتقسم إلى علامات صغرى وعلامات كبرى.
من أسماء يوم القيامة:
يوم القيامة: ﴿لَا أُقْسِمُ بِيَوْمِ الْقِيَامَةِ ۝١﴾ [القيامة:1] ذكرت ٧٠ مرة.
اليوم الآخر: ﴿إِنَّمَا يَعْمُرُ مَسَاجِدَ اللَّهِ مَنْ آمَنَ بِاللَّهِ وَالْيَوْمِ الْآخِرِ وَأَقَامَ الصَّلَاةَ وَآتَى الزَّكَاةَ وَلَمْ يَخْشَ إِلَّا اللَّهَ فَعَسَى أُولَئِكَ أَنْ يَكُونُوا مِنَ الْمُهْتَدِينَ ۝١٨﴾ [التوبة:18] ذكر في القرآن 26 مرة.
الآخرة: ﴿وَمَنْ يَرْغَبُ عَنْ مِلَّةِ إِبْرَاهِيمَ إِلَّا مَنْ سَفِهَ نَفْسَهُ وَلَقَدِ اصْطَفَيْنَاهُ فِي الدُّنْيَا وَإِنَّهُ فِي الْآخِرَةِ لَمِنَ الصَّالِحِينَ ۝١٣٠﴾ [البقرة:130] ذكر في القرآن 111 مرة.
الدار الآخرة: ﴿تِلْكَ الدَّارُ الْآخِرَةُ نَجْعَلُهَا لِلَّذِينَ لَا يُرِيدُونَ عُلُوًّا فِي الْأَرْضِ وَلَا فَسَادًا وَالْعَاقِبَةُ لِلْمُتَّقِينَ ۝٨٣﴾ [القصص:83] ذكر في القرآن 9 مرات ﴿وَمَا الْحَيَاةُ الدُّنْيَا إِلَّا لَعِبٌ وَلَهْوٌ وَلَلدَّارُ الْآخِرَةُ خَيْرٌ لِلَّذِينَ يَتَّقُونَ أَفَلَا تَعْقِلُونَ ۝٣٢﴾ [الأنعام:32].
الساعة: ذكر في القرآن 39 مرة.
يوم البعث: ﴿وَقَالَ الَّذِينَ أُوتُوا الْعِلْمَ وَالْإِيمَانَ لَقَدْ لَبِثْتُمْ فِي كِتَابِ اللَّهِ إِلَى يَوْمِ الْبَعْثِ فَهَذَا يَوْمُ الْبَعْثِ وَلَكِنَّكُمْ كُنْتُمْ لَا تَعْلَمُونَ ۝٥٦﴾ [الروم:56] ذكر في القرآن مرتين.
وغيرها الكثير من الأسماء الدالة على يوم الحساب.

## أقسام الناس يوم القيامة
فالناس بالنسبة إلى القيامة ثلاثة أقسام:
1. قسم مؤمنون أتقياء فإلى الجنة، وقبورهم روضة من رياض الجنة يفتح لهم باب إلى الجنة يأتيهم من نعيمها وروحها وطيبها كما جاءت به الأخبار عن رسول الله عليه الصلاة والسلام.
2. كفار قد استحقوا عذاب الله وغضبه والسجن في دار الهوان وهي النار، فهؤلاء قبورهم عليهم عذاب، وهي حفر من حفر النار نسأل الله العافية ..... عذاب معجل.
3. أهل المعاصي ليسوا بكفار وليسوا بمسلمين كالأتقياء، بل لهم ذنوب ولهم معاصي، فهؤلاء أمرهم بين الأمرين؛ فقد يعذبون في قبورهم، وقد ينجون وهكذا يوم القيامة قد يعفو الله عنهم فيدخلهم الجنة لإسلامهم وتوحيدهم وما معهم من الإيمان بفضله سبحانه أو بواسطة الشفعاء من ملائكة وأنبياء وأفراط ونحو ذلك، وقد يعذبون في النار على قدر جرائمهم ثم بعدما يطهرون من خبثهم في النار ينتقلون إلى الجنة، هذه حال أهل المعاصي عند أهل السنة والجماعة.

## أحداث يوم الآخرة
تتكون الجنة والنار من منازل مختلفة تعتمد منزلة كل إنسان على مقدار حسناته إن كان في الجنة، وعلى مقدار سيئاته إن كان في النار. ربما يغفر الله ذنوب الإنسان تجاهه، لكن لا يغفر ذنوب إنسان تجاه آخر. ﴿وَلِكُلٍّ دَرَجَاتٌ مِمَّا عَمِلُوا وَمَا رَبُّكَ بِغَافِلٍ عَمَّا يَعْمَلُونَ ۝١٣٢﴾ [الأنعام:132].
روى معاذ بن جبل رضي الله عنه، عن النبي صلى الله عليه وسلم أنه قال: «ذرِ النَّاسَ يَعمَلونَ، فإنَّ الجنَّةَ مائةُ درجةٍ، ما بينَ كلِّ درجتينِ كما بينَ السَّماءِ والأرضِ، والفِردَوْسُ أعلاها درَجةً وأوسَطُها، وفَوقَها عرشُ الرَّحْمنِ، ومِنها تُفَجَّرُ أنْهارُ الجنَّةِ، فإذا سألتُمُ اللَّهَ فاسألوهُ الفِردَوسَ».